# Maria Mamczur
Maria Jolanta Mamczur (z domu Chojnacka) – polska dziennikarka, reporterka, malarka.
Z wykształcenia jest magistrem socjologii (specjalizacja - socjologia religii) Uniwersytetu Warszawskiego.

## Kariera dziennikarska
Karierę dziennikarską zaczęła od współpracy z "Tygodnikiem Pracy Twórczej Radar", gdzie zaczynała jako felietonista i publicysta. Następne kroki stawiała w "Sztandarze Młodych", niezależnym miesięczniku "Konfrontacje" oraz "Telewizyjnym Kurierze Warszawskim" i "Teleexpressie". Na początku lat 90. objęła kierownictwo działu "Cywilizacja" w pierwszym kolorowym dzienniku w Polsce "Glob24". 
Po krótkim epizodzie i upadłości pisma, powróciła do "Sztandaru", a następnie rozpoczęła współpracę z tytułami pism kobiecych wydawnictwa Axel Springer (później Marquard Media), takimi jak: "Olivia", "Pani Domu", "Na Żywo". 
Przez ponad 5 lat prowadziła warsztaty prasowe ze studentami wydziału dziennikarstwa i nauk politycznych w Wyższej Szkole Humanistycznej w Pułtusku.
Obecnie głównie poświęca się malarstwu, jednak dalej współpracuje z popularnymi tytułami prasowymi.
Nagrody i wyróżnienia
- 2007: nominowana do nagrody Press Awards za reportaż o Wietnamczykach – opozycjonistach, mieszkających w Polsce
- Nagrodzona za reportaż Co mogą górnicy o strajkach w kopalni Manifest w Jastrzębiu, które doprowadziły  do Obrad Okrągłego Stołu
- 1991: nagrodzona za reportaż „Królowa rockersów” o sparaliżowanej kaskaderce
- Nagrodzona za cykl reportaży o Robinsonach warszawskich - ludziach, którzy po upadku powstania Warszawskiego ukrywali się w ruinach Warszawy aż do wyzwolenia.

Wybrane reportaże
- reportaż o handlowaniu i pobieraniu narządów do przeszczepu (1991) doprowadził do nowej ustawy;
- reportaż o 6 morderczyniach, które zabiły swoich partnerów w afekcie - był inspiracją do serialu w Polsacie;
- reportaż naświetlający nowe zjawisko przemocy w związkach z obcokrajowcami (dotyczący konwencji haskiej) uzyskał spory odzew polskich emigrantów;
- reportaż o zagrożeniu ekologicznym Helu, komercjalizacji Mazur;
- reportaż o dzieciach polskich dyplomatów, w czasie PRL „oddawanych pod zastaw” do specjalnych domów dziecka dla dzieci polskiej dyplomacji;
- reportaż psychologiczny "Słońce pod powiekami” o ociemniałym psychologu pracującym w telefonie zaufania, o świecie ludzie głuchoniemych;
- reportaż obyczajowy o granicach biedy, o misteriach religijnych, m.in. w Kalwarii Zebrzydowskiej.

Jako jedna z pierwszych osób, zeszła do kanałów ciepłowniczych, opisując podziemne życie bezdomnych. U schyłku lat 80. poruszała w reportażach problem narkomanii, narkobiznesu, mechanizmów psychologicznych uzależnienia do narkotyków, w czasie, kiedy oficjalnie głoszono, że problem narkomanii Polsce nie istnieje („Radar”, 1986)
W 1991 roku opisała skandal związany z importem toksycznych i biologicznych odpadów do Polski i uwikłania w ten proceder funkcjonariuszy MSW (Sztandar Młodych).
Od stycznia 2015, redaktor naczelna tytułu Wyjątkowa Mama.

## Malarstwo
Występuje pod pseudonimem artystycznym Laura Verde. Jest członkiem Polskiego Związku Artystów Malarzy i Grafików. Uprawia głównie malarstwo sztalugowe.
Wystawy
- 06.1991 „Baśnidła” – indywidualna w Warszawie
- 07.1996 „Komórka i Kosmos” – indywidualna, USA, Nowy Jork, The Landon Gallery, Broadway
- 09.1997 „Podróże z wewnątrz” – wspólnie z Johnem Wellingtonem, USA, N.Jork, Polski Konsulat
- 05.1998 „Kobiety z różnych stron świata” – zbiorowa, USA, N.Jork, Konsulat Polski
- 10.1998 „Siła podświadomości” – indywidualna, USA, Waszyngton, The Amber Gallery
- 05.1999 „Medytacje” – indywidualna,USA, New Jersey, Kościół Prezbiteriański
- 07.2002 „Czuję muzykę” – indywidualna, Francja, Besancone
- 07.2003 „Emocje” – indywidualna, Francja, Bourges
- 10.2004 „Ikony roślin” – indywidualna, Warszawa, Klub Chimera
- 06.2005 „Ikony roślin” – indywidualna, Warszawa, Galeria Ona
- 09.2007 „Między sacrum a profanum” – wspólnie z Maciejem Ratajczakiem, Warszawa, Biblioteka Uniwersytecka
- 02.2008 „Kronika nocnych lotów” – indywidualna,Raszyn,Galeria Wystaw Artystycznych GBP
- 03.2008 „Kobieta” – zbiorowa,Raszyn,Galeria Wystaw Artystycznych GBP
- 07.2008 „Tacz ” – indywidualna w Galerii Alternatywa Cafe w Warszawie
- 08.2008 „Preludium art pub” – zbiorowa,Warszawa,Alternatywa Cafe
- 09.2008  „Art Pub” – zbiorowa w BWA w Olsztynie
- 09.2009 „Rok”, galeria Autograf, Warszawa, wystawa indywidualna
- 07.2010 „Pomiędzy zmysłami” – wystawa indywidualna Domoteka Warszawa
- 07.2010 „Kobieta to miłość” – wystawa indywidualna w PoemaCafe w Poznaniu
- 09. 2011 „Wieloczułość” – wystawa indywidualna w Galerii Autograf w Warszawie
- 09. 2013 "VI Biennale Pasteli" – BWA Sokół Nowy Sącz
- 11.2013 "Do ciszy stąd blisko” – wystawa indywidualna, w Galerii Freta, Warszawa.

Jej obrazy znajdują się w kolekcjach prywatnych w Polsce, USA, Hiszpanii, Francji i Wielkiej Brytanii.